# Patrik Larsson (bandyspelare)
Patrik Larsson, född 1972, är en svensk före detta bandyspelare som spelat i Edsbyns IF, IK Sirius och moderklubben Bollnäs GoIF/BF som forward och mittfältare. Han slutade med bandyn efter säsongen 2004/2005 men återkom till säsongen 2005/2006. Patrik Larsson blev 2014 tränare för Elitserieklubben Ljusdals BK. Nu[när?] tränar han Bollnäs GIF.

## Klubbar
- 1990–1991 Bollnäs GIF
- 1991–1993 Edsbyns IF
- 1993–1995 IK Sirius BK
- 1995– Bollnäs GoIF

## Tränare
- 2011–2013 Bollnäs GoIF
- 2014– Ljusdals BK